# 皮昆切斯縣

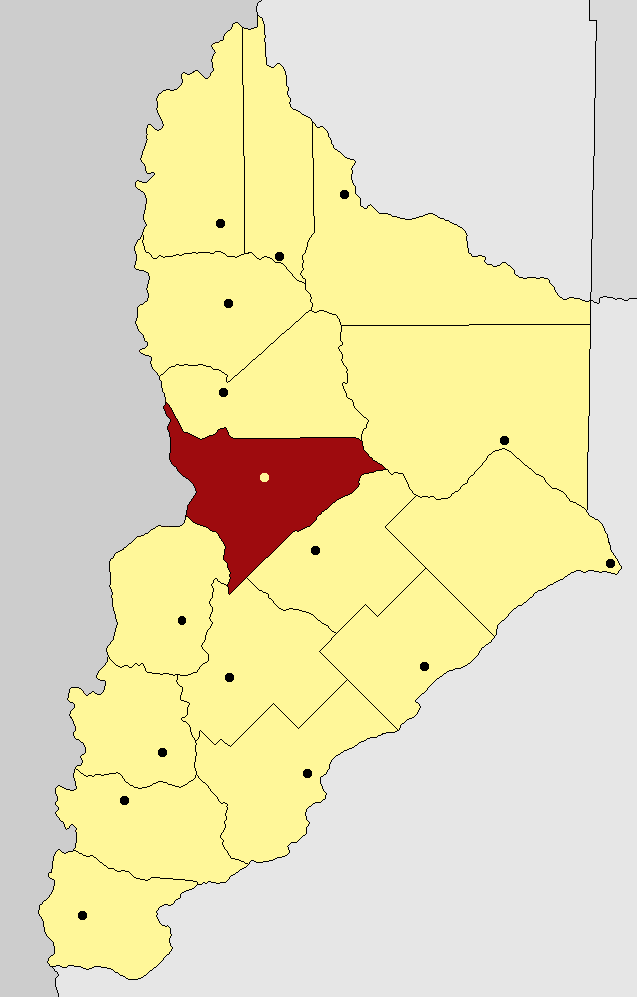

皮昆切斯縣（西班牙語：Departamento Picunches），是阿根廷的縣份，位於該國西部內烏肯省，首府設於拉斯拉哈斯，始建於1987年2月8日，面積5,913平方公里，2010年人口7,022，人口密度每平方公里1.19人。
38°31′24″S 70°21′42″W / 38.52333°S 70.36167°W